# ویسه ووکوو
ویسه ووکوو (به انگلیسی: Vice Vukov) (زاده ۳ اوت ۱۹۳۶-درگذشته ۲۴ سپتامبر ۲۰۰۸) خواننده کروات بود.
او نماینده یوگسلاوی در یوروویژن ۱۹۶۳ و یوروویژن ۱۹۶۵ بود.